# 新城市运动
新城市运动（New towns movement）是指第二次世界大战後英国的鄉鎮建設運動。目的是缓解大城市的擁堵，並疏導人民前往鄉鎮居住，而且這些鄉鎮完全可以做到自給自足。
1946年新城鎮法案的通过，標誌著新城市運動進入實質性階段。1946年后，英國總共建設了27个新市鎮。他们分別是：斯蒂夫尼奇、克劳利、赫默爾亨普斯特德、哈洛、哈特菲尔德、巴西爾登、布拉克內爾、米尔顿凯恩斯、牛顿艾克利夫、彼得利、華盛頓、斯克爾默斯代爾、朗科恩、科比 、特爾福德、雷迪奇、昆布蘭、紐敦、東基爾布萊德、格倫羅西斯、坎伯諾爾德、利文斯通、歐文。根据新城镇法案进行扩建的城镇有彼得伯勒、北安普顿、沃灵顿、伊普斯威奇和普雷斯顿-萊蘭-喬利。